# Australia and New Zealand Banking Group

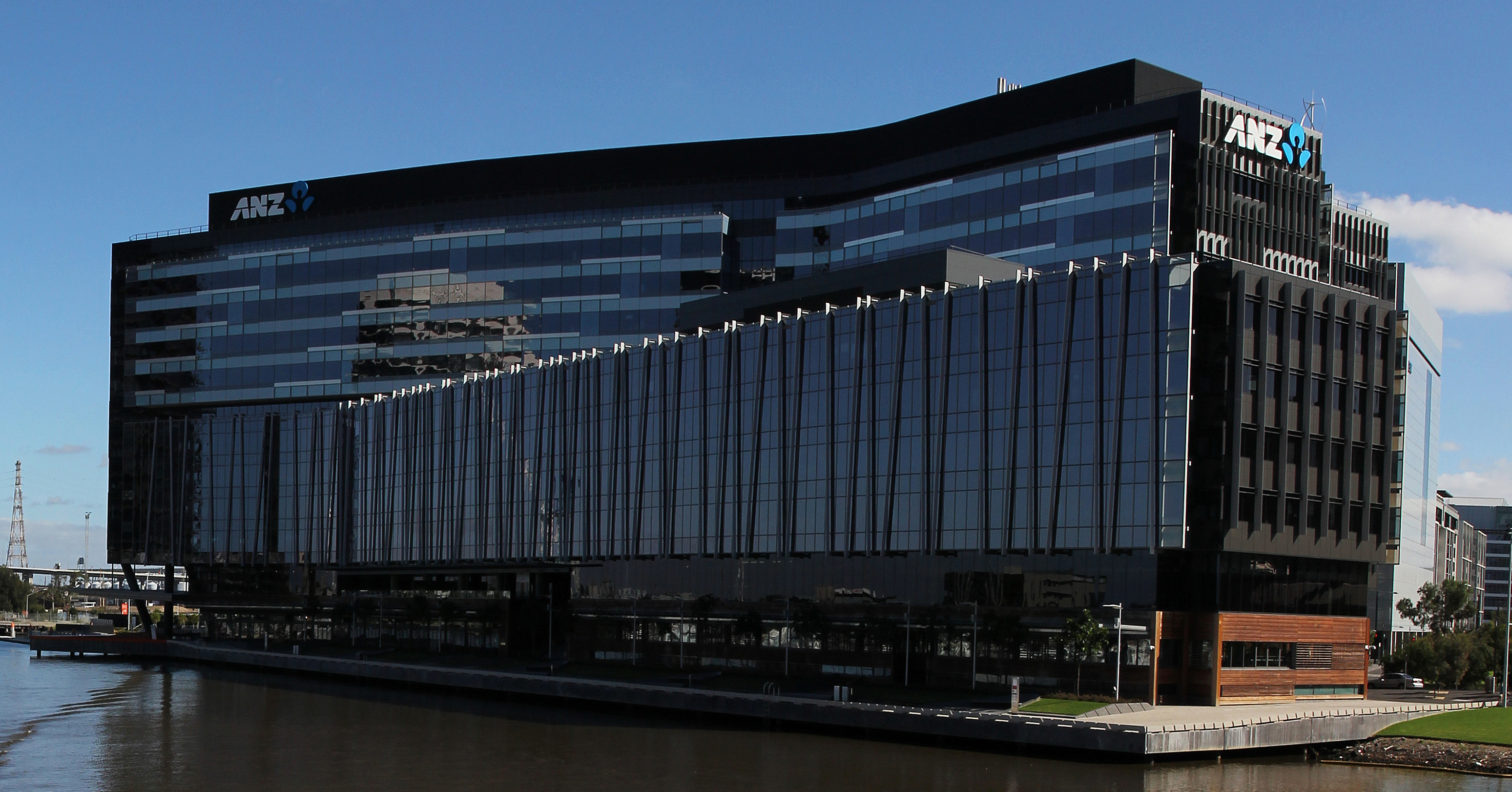
Trụ sở chính của ANZ hiện nay

Tập đoàn Ngân hàng Úc và New Zealand (ANZ) là một công ty dịch vụ tài chính và ngân hàng đa quốc gia của Úc có trụ sở chính tại Melbourne. Đây là ngân hàng lớn thứ hai của Úc về tài sản và ngân hàng lớn thứ ba về vốn hóa thị trường.
ANZ là một trong bốn ngân hàng lớn của Úc, cùng với Commonwealth Bank, Ngân hàng Trung ương Úc (NAB) và Westpac. Tổ chức doanh nghiệp hiện tại của nó được thành lập vào ngày 1 tháng 10 năm 1970, khi Ngân hàng Úc và New Zealand (ANZ) hợp nhất với Ngân hàng Anh, Scotland & Úc (ES&A). Đây là vụ sáp nhập ngân hàng lớn nhất trong lịch sử Úc vào thời điểm đó. Sau đó không lâu, Ngân hàng ANZ  được thành lập năm 1951 dưới sự hợp nhất của Ngân hàng Trung ương và The Union Bank của Úc, được thành lập lần lượt vào năm 1835 và 1837.
Các hoạt động tại Úc chiếm phần lớn nhất trong hoạt động kinh doanh của ANZ, trong đó ngân hàng thương mại và bán lẻ chiếm ưu thế. ANZ cũng là ngân hàng lớn nhất ở New Zealand, nơi pháp nhân được gọi là ANZ National Bank Limited vào năm 2003 và đổi thành ANZ Bank New Zealand Limited vào năm 2012. Từ năm 2003 đến 2012, nó đã điều hành hai thương hiệu tại New Zealand, ANZ và Ngân hàng Quốc gia New Zealand. Thương hiệu Ngân hàng Quốc gia đã ngừng hoạt động vào năm 2012, với một số chi nhánh đóng cửa và một số chi nhánh khác chuyển đổi sang chi nhánh ANZ. Ngoài các hoạt động trên khắp Australia và New Zealand, ANZ còn hoạt động tại 34 quốc gia khác. 
ANZ cùng với các công ty con của mình có lực lượng lao động lên tới 51.000 nhân viên và phục vụ khoảng chín triệu khách hàng trên toàn thế giới. Tại Úc, ngân hàng phục vụ khoảng sáu triệu khách hàng tại hơn 570 chi nhánh.

## Lịch sử

### Thế kỷ 19

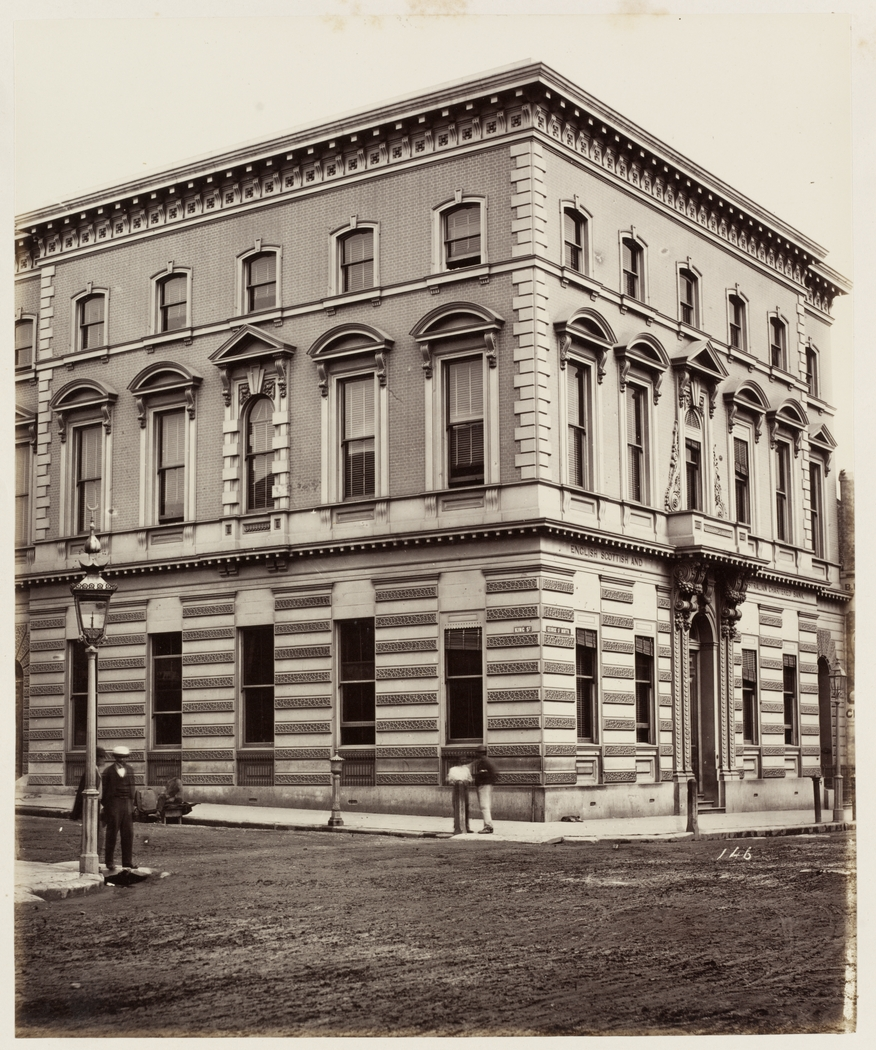
Ngân hàng Đa quốc gia Úc, New Zealand & Scotland, năm 1872

Ngân hàng Australasia được thành lập tại Luân Đôn vào năm 1835. Nó kết hợp với Ngân hàng Cornwall, được thành lập tại Launceston, Van Diemens Land vào năm 1828. Năm 1837, Ngân hàng Union của Úc được thành lập tại Luân Đôn bởi một nhóm người bao gồm George Fife Angas, một chủ ngân hàng và chủ nô. Năm 1852, Ngân hàng Anh, Scotland và Úc (ES&A) thành lập tại Luân Đôn, và mở chi nhánh Úc đầu tiên tại Sydney vào năm 1853. Ngân hàng ES&A đã tiếp quản Ngân hàng Thương mại Tasmania Limited và Ngân hàng Luân Đôn Australia Limited vào năm 1921 và Ngân hàng Royal Bank of Australia Limited vào năm 1927.

### Thế kỷ 20
Năm 1951, Ngân hàng Australasia hợp nhất với Ngân hàng Union của Úc để thành lập Ngân hàng TNHH Úc và New Zealand (Ngân hàng ANZ). Năm 1963, hệ thống máy tính đầu tiên được thành lập tại trung tâm xử lý dữ liệu mới ở Melbourne, Australia. Năm 1966, ANZ bắt đầu hoạt động tại Honiara, Quần đảo Solomon. Năm 1968, ANZ mở văn phòng tại New York, Hoa Kỳ. Năm 1969, ANZ thành lập văn phòng đại diện tại Tokyo, Nhật Bản.
Vào ngày 1 tháng 10 năm 1970, ANZ hợp nhất với Ngân hàng TNHH Anh, Scotland và Australia để thành lập tổ chức hiện tại, Australia and New Zealand Banking Group Limited. Cùng năm đó, ngân hàng bắt đầu hoạt động tại Vanuatu. Năm 1976, ANZ (PNG) được thành lập. Năm 1977, ANZ chuyển công ty thành lập từ Vương quốc Anh sang Úc. Năm 1979, ANZ mua lại Ngân hàng Adelaide.
Năm 1980, văn phòng đại diện Singapore và New York nâng cấp lên thành chi nhánh. Năm 1984, ANZ mua lại Ngân hàng Grindlays. Năm 1985, ANZ mua lại các hoạt động của Barclays tại Fiji và Vanuatu. Cùng năm đó, ngân hàng nhận được đầy đủ giấy phép hoạt động ngân hàng thương mại và mở chi nhánh tại Frankfurt, Đức, đồng thời công bố ANZ Singapore Limited. Năm 1988, ANZ mở chi nhánh tại Rarotonga, Quần đảo Cook và Paris, Pháp. Năm 1989, ANZ mua PostBank từ Chính phủ New Zealand.
Trong những năm 1990, Tập đoàn Ngân hàng Úc và New Zealand đã mua lại một số ngân hàng. Năm 1990, điều này bao gồm Ngân hàng Hoàng gia Tương hỗ Quốc gia vào tháng 3 và Hiệp hội Xây dựng Thị trấn và Quốc gia ở Tây Úc vào tháng 7. Cùng năm đó, ANZ mua các hoạt động của Ngân hàng Lloyd tại Papua New Guinea  và hoạt động của Ngân hàng New Zealand tại Fiji.
Năm 1993, ANZ thành lập trụ sở mới tại Melbourne, Úc. Họ cũng mở các chi nhánh mới tại Hà Nội (Việt Nam), và Thượng Hải (Trung Quốc), và bắt đầu liên doanh với Ngân hàng PT Panin ở Indonesia. Năm đó họ cũng bắt đầu hoạt động tại Tonga và bán các hoạt động tại Canada của họ có được thông qua việc mua Ngân hàng Grindlays vào năm 1984 cho Ngân hàng HSBC Canada.
Trong suốt những năm cuối thập niên 1990, ANZ đã mở các chi nhánh mới tại một số địa điểm, bao gồm Manila, Philippines, và Thành phố Hồ Chí Minh, Việt Nam. Năm 1997, John McFarlane được bổ nhiệm làm Giám đốc điều hành và ngân hàng mở chi nhánh Bắc Kinh. Năm 1999, ANZ thành lập liên minh chiến lược với E*Trade Australia để kinh doanh cổ phiếu trực tuyến và mua Ngân hàng Amerika Samoa. 

### Thế kỷ 21
Vào năm 2000, ANZ đã bán các doanh nghiệp Grindlays của mình ở Trung Đông và Nam Á, đồng thời liên kết hoạt động kinh doanh Ngân hàng tư nhân Grindlays cho Standard Chartered. Năm 2001, ANZ mở chi nhánh tại Timor Leste và bắt đầu cung cấp dịch vụ thẻ tín dụng tại Hồng Kông. Năm 2002, ANZ thành lập liên doanh với Tập đoàn ING để quản lý tài sản và kinh doanh bảo hiểm nhân thọ tại Úc và New Zealand. Năm tiếp theo, ANZ mua lại Ngân hàng Quốc gia New Zealand.
Năm 2005, ANZ thành lập Ngân hàng Hoàng gia ANZ tại Campuchia, một liên doanh với công ty Royal Group có trụ sở tại Campuchia. Năm 2006, ANZ công bố một trụ sở thế giới mới tại Melbourne Docklands và đầu tư vào Ngân hàng Thiên Tân, Trung Quốc. Năm 2007, ANZ mua lại E*Trade Australia và Ngân hàng Chứng khoán Công dân ở Guam. Cũng trong năm 2007, Mike Smith, trước đây của HSBC, trở thành Giám đốc điều hành sau khi John McFarlane nghỉ hưu vào tháng 10 và công ty tiếp nhận tài trợ quyền đặt tên cho Sân vận động Sydney của Australia.
Vào tháng 8 năm 2009, ANZ đã mua các hoạt động của Ngân hàng Hoàng gia Scotland (RBS) tại sáu quốc gia châu Á với giá 550 triệu đô la. Vào tháng 9, công ty thông báo sẽ mua 51% cổ phần của ING Group trong liên doanh, trao cho ANZ 100% quyền kiểm soát ING Australia. Vào tháng 11, ANZ đã khai trương trụ sở mới của họ tại Melbourne. 
Năm 2010, ANZ mua lại quyền lợi của RBS tại Hồng Kông, Đài Loan, Singapore và Indonesia. Năm đó ANZ cũng mở rộng cổ phần của mình tại Ngân hàng Thiên Tân. Vào tháng 11, ING Australia được đổi tên thành OnePath.
Năm 2012, ANZ tuyên bố ngừng hoạt động thương hiệu Ngân hàng Quốc gia tại New Zealand. Vào năm 2013, ANZ trở thành ngân hàng đầu tiên mở cửa trở lại ở Khu trung tâm Christchurch sau trận động đất năm 2011. 
Năm 2016, Shayne Elliott trở thành Giám đốc điều hành. Vào tháng 4, ANZ đã hợp tác với Apple Inc. để đưa Apple Pay đến với khách hàng của mình. Vào năm 2017, ANZ đã mua lại công ty khởi nghiệp dự đoán giá bất động sản REALas.
Vào năm 2018, Ủy ban Hoàng gia về Hành vi sai trái trong Ngành Ngân hàng, Hưu bổng và Dịch vụ Tài chính đã nghe nói rằng ANZ đã không xác minh chính xác chi phí sinh hoạt của khách hàng vay mua nhà do các nhà môi giới thế chấp giới thiệu đến ngân hàng, tin rằng đây là trách nhiệm của các nhà môi giới, mặc dù có xung đột lợi ích khi làm như vậy; và do các vấn đề xử lý, nó đã tính lãi suất không chính xác của gần 500.000 khách hàng vay mua nhà trong hơn mười năm, khiến ngân hàng thu quá nhiều tiền mua của khách hàng với tổng giá trị khoảng 90 triệu đô la.

## Cấu trúc có tổ chức
1. Úc

- Sản phẩm bán lẻ
- Phân phối bán lẻ
- Ngân hàng thương mại
- Wealth (bao gồm ETrade ở Úc và OnePath)

2. Ngân hàng ANZ New Zealand
- Ngân hàng ANZ
- Trái phiếu thưởng

3. Ngân hàng định chế
- Tổ chức ngân hàng
- Tài chính doanh nghiệp
- Vôn lưu động
- Ngân hàng doanh nghiệp
- Kinh tế @ ANZ

## Hoạt động

### Ngân hàng tư nhân
Ngân hàng cá nhân là một trong những bộ phận lớn nhất trong ANZ. Nó cung cấp các dịch vụ tài chính bao gồm ngân hàng và các sản phẩm cho vay cho công chúng. ANZ phục vụ khoảng sáu triệu khách hàng tại hơn 570 chi nhánh ở Úc.
ANZ là ngân hàng đầu tiên ở Úc cung cấp Apple Pay cho khách hàng của mình. 

### Tổ chức ngân hàng
ANZ là ngân hàng tổ chức lớn nhất ở Úc. Nó cung cấp các dịch vụ tài chính cho các khách hàng tổ chức và doanh nghiệp ở Úc và Châu Á - Thái Bình Dương. Tính đến năm 2019, ANZ có khoảng 7.000 khách hàng là tổ chức và doanh nghiệp, với tổng số tiền cho vay là 165 tỷ đô la Úc.
ANZ cam kết tài trợ bền vững cho các khách hàng tổ chức chuyển đổi sang nền kinh tế các-bon thấp. Tính đến năm 2021, ANZ đã thanh toán khoảng 22 tỷ đô la Úc các giao dịch tài chính bền vững. Vào tháng 6 năm 2021, ANZ đã đóng trái phiếu liên kết bền vững (SLB) đầu tiên của Úc trên thị trường nợ trong nước. Vào tháng 8 năm 2021, ANZ đã ra mắt các sản phẩm phái sinh liên kết bền vững (SLD) ở Úc, Hồng Kông, Singapore và Nhật Bản. 

### Châu Á - Thái Bình Dương
ANZ là một trong những ngân hàng hàng đầu của Úc tại khu vực Châu Á - Thái Bình Dương. Nó đã tích cực trong việc mở rộng sang các thị trường mới nổi như Trung Quốc, Việt Nam và Indonesia. ANZ cũng là ngân hàng hàng đầu ở New Zealand cũng như một số Quốc đảo Thái Bình Dương, nơi nó cạnh tranh trên nhiều thị trường với ngân hàng Westpac của Úc. Chi nhánh của ANZ tại New Zealand được điều hành thông qua một công ty con, Ngân hàng Quốc gia ANZ, từ năm 2003 đến năm 2012, khi Ngân hàng ANZ New Zealand thay đổi khi hợp nhất thương hiệu ANZ và Ngân hàng Quốc gia.

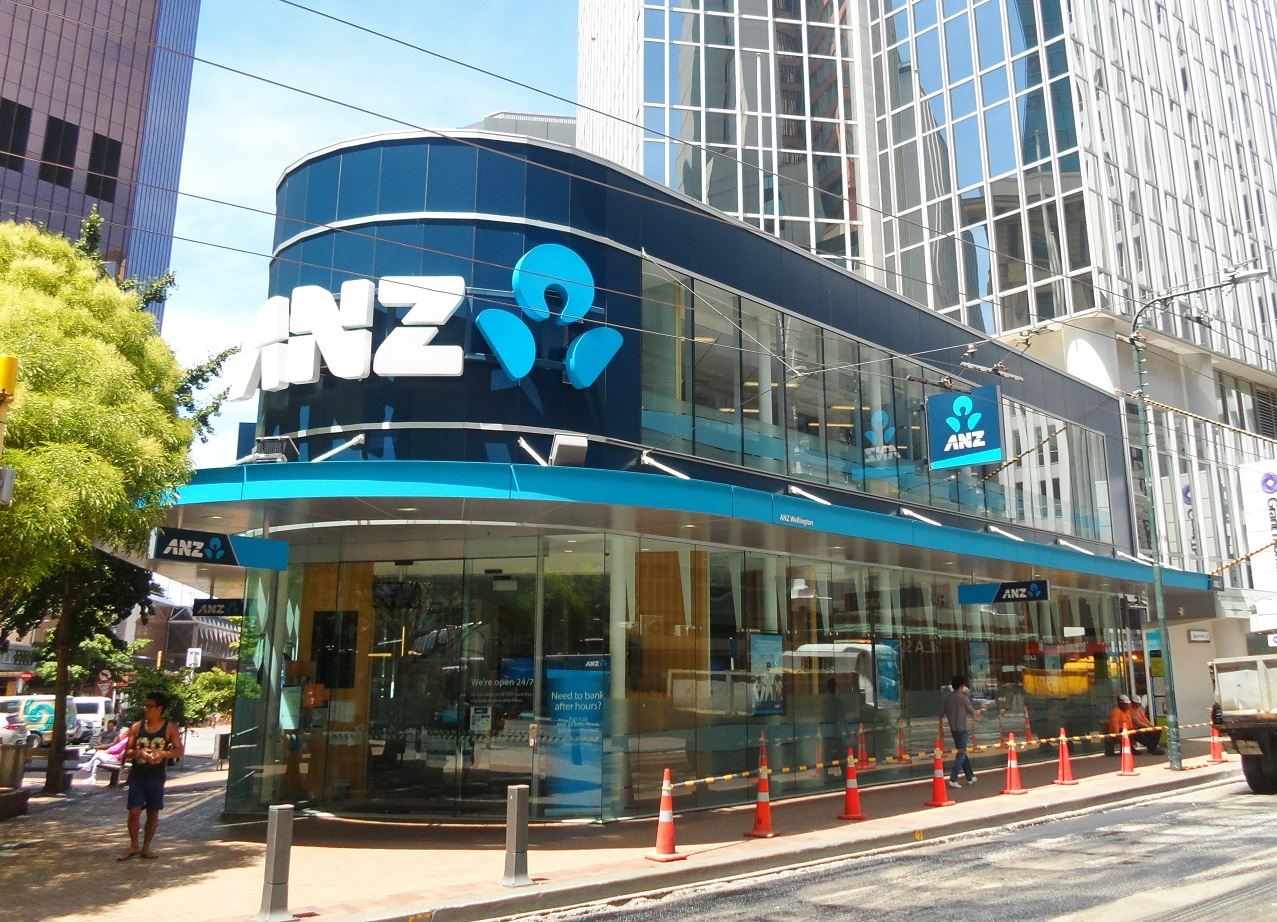
Chi nhánh ANZ tại Wellington, New Zealand

Vào tháng 3 năm 2005, ANZ đã thành lập một liên minh chiến lược với Sacombank của Việt Nam liên quan đến việc mua lại 10% vốn cổ phần của Ngân hàng. Là một phần của liên minh chiến lược, ANZ sẽ cung cấp hỗ trợ kỹ thuật trong các lĩnh vực quản lý rủi ro và ngân hàng bán lẻ và doanh nghiệp nhỏ.
ANZ đã thực hiện theo một chiến lược tương tự ở Trung Quốc, nơi họ mua 20% cổ phần của Ngân hàng Thương mại Thành phố Thiên Tân vào tháng 7 năm 2006. Nó cũng đã đàm phán một thỏa thuận tương tự với Ngân hàng Thương mại Nông thôn Thượng Hải.
Vào tháng 8 năm 2009, ANZ đã mua các đơn vị bán lẻ của RBS tại Đài Loan, Singapore, Indonesia và Hồng Kông, cũng như các doanh nghiệp ngân hàng của RBS ở Đài Loan, Philippines và Việt Nam. Nó được mua với giá 687 triệu đô la Úc.
Tính đến tháng 9 năm 2012, công ty có tổng cộng 1.337 chi nhánh trên toàn thế giới.
Vào năm 2016, ANZ đã áp dụng cách tiếp cận ít tích cực hơn để mở rộng ở khu vực Châu Á - Thái Bình Dương sau khi thu được lợi nhuận thấp. Vào cuối tháng 10 năm 2016, ANZ đã thông báo về việc bán các hoạt động bán lẻ và quản lý tài sản châu Á của mình cho Ngân hàng Phát triển Singapore; ANZ cũng phát tín hiệu rút khỏi "trục xoay châu Á".
Vào năm 2020, khi căng thẳng giữa Mỹ và Trung Quốc leo thang, Giám đốc điều hành Shayne Elliot thừa nhận rằng xung đột đã “nâng cao mức rủi ro” đối với các khoản đầu tư của ngân hàng tại Trung Quốc và nói rằng ngân hàng có thể rút lui khỏi đất nước. 

### Văn phòng
Vào tháng 9 năm 2006, kế hoạch được công bố để trụ sở thế giới của ANZ được đặt tại khu Docklands của Melbourne. Khu phức hợp có một tòa nhà văn phòng thấp tầng rộng lớn, các cửa hàng, bãi đậu xe hơi và xe đạp. Khu phức hợp cho phép 6.500 nhân viên ANZ làm việc trong một khu vực tích hợp. Tòa nhà, tọa lạc tại 833 Collins Street, là khu phức hợp văn phòng lớn nhất ở Úc với diện tích mặt bằng thực là 84.500 mét vuông (910.000 sq ft), với tổng diện tích sàn 130.000 mét vuông (1.400.000 sq ft) và là Tòa nhà Six-Green Star được công nhận. Việc xây dựng bắt đầu vào cuối năm 2006 và khai trương chính thức vào cuối năm 2009. Được thiết kế bởi HASSELL và Lend Lease Design, tòa nhà hướng ra sông Yarra. Năm 2006, người ta dự kiến sẽ tốn 478 triệu đô la Úc để xây dựng trụ sở mới, tuy nhiên đã tiêu tốn 750 triệu đô la Úc vào thời điểm nó hoàn thành vào năm 2009. Tòa nhà là một trong những công trình chiến thắng tại Liên hoan Kiến trúc Thế giới 2010 ở hạng mục "Nội thất và Trang trí của Năm".
Vào năm 2016, ANZ thông báo rằng họ sẽ bán trụ sở toàn cầu trước đây của mình tại Melbourne, tọa lạc tại giao lộ của 100 Queen Street và 380 Collins Street, Melbourne, được gọi là Verdon Chambers và thường được gọi là Ngân hàng Gothic. Tòa nhà ngân hàng trước đây được xây dựng với mục đích làm trụ sở chính của Ngân hàng Anh, Scotland và Úc (tiền thân của Tập đoàn Ngân hàng ANZ hiện tại). Tòa nhà được Tập đoàn GPT mua lại vào tháng 12 năm 2016 với giá 275,4 triệu đô la Úc. 
Trung tâm Ngân hàng ANZ tại Sydney bao gồm ANZ là đối tượng thuê chính của nó. Tòa nhà văn phòng được thiết kế bởi Francis-Jones Morehen Thorp và được hoàn thành vào tháng 4 năm 2013.

## Tiếp thị

### Quảng cáo

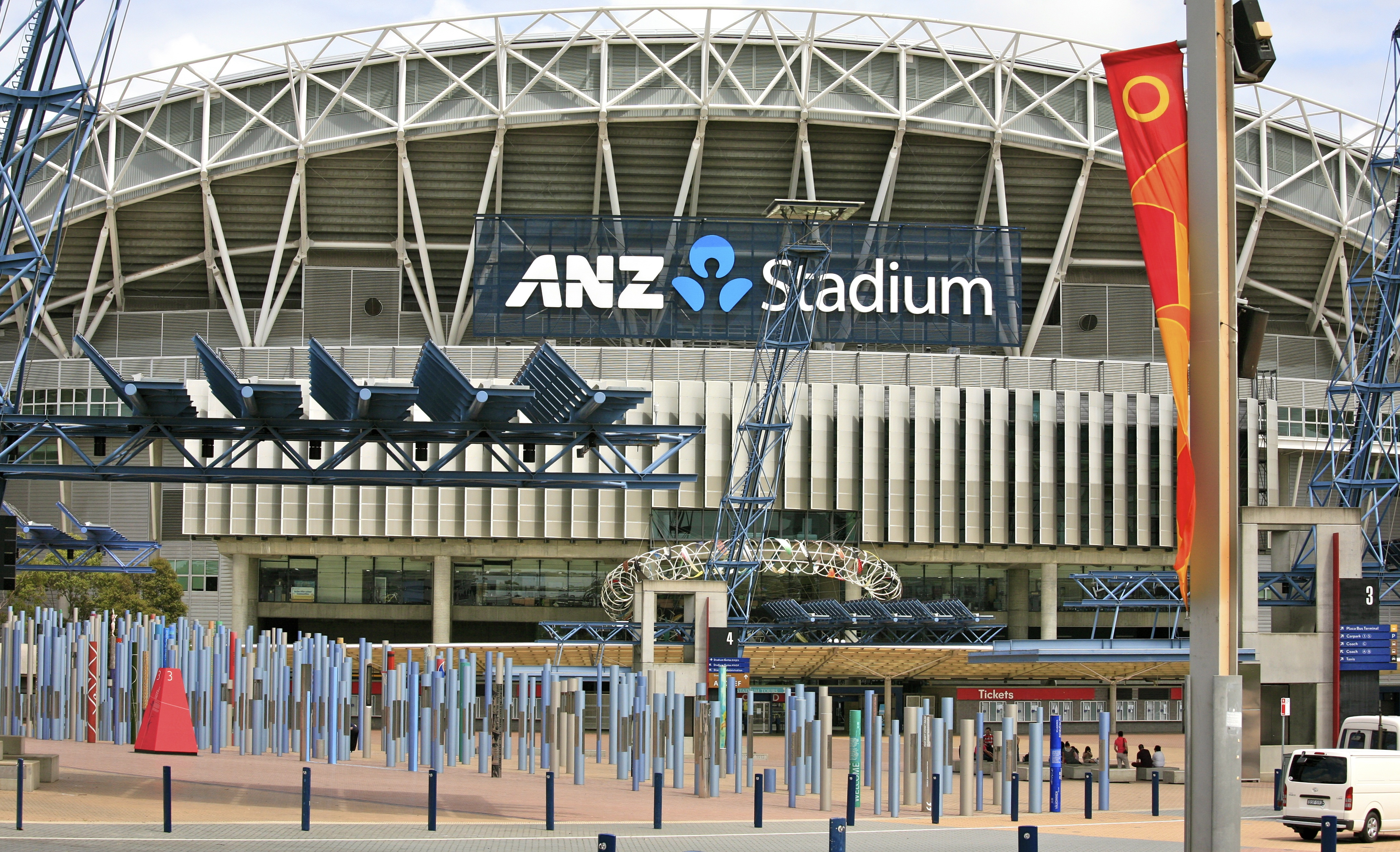
Sân vận động do chính ANZ xây dựng, nay tọa lạc tại Sydney và được dùng để tổ chức Thế vận hội Olympic

Năm 2005, một quảng cáo bao gồm hai robot nổi tiếng: robot Lost in Space và một con Dalek của Doctor Who, mặc dù Dalek đã được thay thế trong các phiên bản tiếp theo của quảng cáo. Năm 2006, công ty bắt đầu chiến dịch truyền hình với một loạt quảng cáo có linh vật mới của họ - Chim ưng, một loài chim được huấn luyện để ngăn chặn những kẻ trộm thẻ tín dụng, minh họa các biện pháp của công ty trong việc ngăn chặn gian lận thẻ tín dụng.
Vào năm 2010, ANZ đã thực hiện một chiến dịch quảng cáo nhại lại các kịch bản ngân hàng thông thường với một nhân vật hư cấu được gọi là 'Barbara sống ở Ngân hàng Thế giới', một giám đốc ngân hàng trung niên, thô lỗ, mỉa mai và vô dụng. Các quảng cáo đã nhận được sự hoan nghênh vì sự dí dỏm và hài hước, nhưng cũng có những lời chỉ trích đối với các nhà quản lý ngân hàng rập khuôn. Barbara được miêu tả bởi diễn viên hài người Úc Genevieve Morris. Năm 2010, ANZ đã chi 195 triệu đô la Úc cho quảng cáo. Vào năm 2011, một loạt quảng cáo đã được Simon Baker, ngôi sao của chương trình truyền hình Mỹ The Mentalist, đứng đầu. Theo danh sách 20 chi tiêu quảng cáo hàng đầu năm 2014, ANZ nằm trong top 20. Năm 2016, ANZ New Zealand có mức chi tiêu cao nhất so với bất kỳ ngân hàng nào. Một phần ba chi tiêu của ANZ cho truyền thông được cho là kỹ thuật số.

### Tài trợ
Vào năm 2014, ANZ đã gia hạn tài trợ cho Australian Open thêm 5 năm nữa. 1 năm sau đó, ANZ đã tổ chức một chiến dịch đồng bộ với Sydney Gay and Lesbian Mardi Gras.

## Biểu trưng

### Logo

Biểu tượng ANZ, giai đoạn 2001-2009

Biểu tượng ANZ, giai đoạn 2009-nay

ANZ đã có một số logo khác nhau trong suốt lịch sử của mình. Logo hiện tại của nó được thiết kế bởi M&C Saatchi, và được giới thiệu vào năm 2009 để trùng hợp với tham vọng của ANZ là trở thành một ngân hàng khu vực lớn ở Châu Á - Thái Bình Dương. Logo năm 2009 giới thiệu một bông sen ba cánh cách điệu tượng trưng cho ba nước Úc, New Zealand và Châu Á; ba thị trường cốt lõi của ANZ.

### Huy hiệu

Huy hiệu ANZ hiện nay

#### Cấu tạo huy hiệu của ANZ
Ghi chú
Các chi nhánh của Tập đoàn Ngân hàng Úc và New Zealand bao gồm: 
- Crest

- Trên đầu đội với một chiếc vòng hoa đủ màu, một con linh dương và một con kỳ lân đều được trang bị vũ khí và bị chỉ trích Hoặc và được thắt cổ bằng vòng cổ Gules hỗ trợ tăng một chiếc chìa khóa Vàng và một thanh kiếm.

- Huy chương

- Mỗi một đống Azure và Hoặc nhạt đi và mỗi điểm nhạt của nó trên một gò đất phát hành ở đế cũng cho mỗi tám hình tròn nhạt và nhiều phôi trong vòng tròn đều đổi chỗ cho nhau.

- Những người ủng hộ

- Ở phía dexter là một con kangaroo Hoặc và ở phía nham hiểm, một con kiwi Azure có mỏ và chân Vàng.
- Ngăn: Sa mạc và cỏ thích hợp

## Tranh cãi

### Thao túng lãi suất chuẩn và các số liệu chính khác
Vào năm 2016, ANZ và 10 nhà giao dịch của nó bị coi là đối tượng của các vụ kiện pháp lý vì thao túng lãi suất liên ngân hàng chuẩn ở Úc; đặc biệt ASIC đã tuyên bố về hành vi và thao túng vô lương tâm chống lại ANZ. ANZ đã cố gắng bác bỏ các tuyên bố và nói rằng họ sẽ bảo vệ khiếu nại trước tòa. Hồ sơ chính thức về quy trình ban đầu liên quan đến vấn đề này đã được đưa ra chống lại ANZ vào ngày 4 tháng 3 năm 2016. Kể từ thời điểm đó, ASIC đã đưa ra tuyên bố của họ chống lại ANZ. Trong một lần ra tòa riêng biệt vào tháng 11 năm 2016, ANZ đã thừa nhận 10 trường hợp cố gắng thực hiện hành vi cartel liên quan đến cáo buộc thao túng đồng ringgit của Malaysia. Trường hợp gian lận thị trường rộng lớn hơn đã được báo cáo là có khả năng kéo dài đến năm 2018.

### Nông nghiệp và Lao động trẻ em
ANZ là đối tượng của các tuyên bố rằng họ đã hỗ trợ các công ty nông nghiệp và gỗ tham gia vào cái gọi là 'chiếm đất'. Vào năm 2014, ANZ phải đối mặt với các cáo buộc rằng họ tài trợ cho một đồn điền đường ở Campuchia có liên quan đến lao động trẻ em, chiếm đất do quân đội hậu thuẫn, buộc trục xuất và thiếu lương thực.

### Cách tiếp cận tôn giáo
ANZ cũng đã bị chỉ trích tại Thượng viện vì cách tiếp cận được cho là "cứng rắn" đối với những nông dân tiếp xúc với hậu quả từ việc ANZ mua cuốn sách Landmark cho mượn. Một bản đệ trình lên Thượng viện điều tra về hành vi của ngân hàng đã đề cập đến một nông dân tự thiêu sau khi bị cáo buộc vỡ nợ.  Một khách hàng cũ khác trong cuộc điều tra của Thượng viện đã được đề cập là bị người nhận và cảnh sát trở thành nạn nhân, bao gồm cả việc sử dụng các đội SWAT và bị giam giữ tại súng.  Vào năm 2016, có thông tin cho rằng ANZ đã bị cáo buộc phân biệt chủng tộc trong một vụ án cấp cao liên quan đến doanh nhân Pankaj Oswal và vợ của ông ta; đặc biệt có thông tin rằng một email chứa các bình luận nói rằng, "Chúng tôi đang giải quyết vấn đề người Ấn Độ với không có la bàn đạo đức và một phụ nữ Ấn Độ (vợ của ông Oswal), ranh ma như PO (Pankaj Oswal), ”và“ đây là một giao dịch rất đặc trưng của Ấn Độ ". Sau đó, ANZ đồng ý để giải quyết cho một số tiền không được tiết lộ đối với yêu cầu pháp lý của Oswals.

### Văn hoá
Giám đốc điều hành ANZ Shayne Elliott đã thừa nhận vào năm 2016 rằng “văn hóa” sẽ là một trong những thách thức lớn nhất đối với ANZ. Các báo cáo trên phương tiện truyền thông bao gồm các cáo buộc về phân biệt giới tính, sử dụng ma túy và văn hóa dũng cảm. Vào năm 2016, ANZ đã bị đưa ra tòa vì đề nghị trên mạng xã hội rằng những lời chỉ trích giám đốc tài chính của ngân hàng có thể là phân biệt giới tính, điều này đã khiến nhà môi giới tại Bell Potter mất việc. Cựu giám đốc ANZ John Dahlsen vào năm 2016 thừa nhận rằng có nhiều vấn đề với văn hóa ngân hàng và sự cạnh tranh. Vào tháng 11 năm 2016, đã có thêm nhiều cáo buộc về hành vi phân biệt giới tính và một vụ kiện riêng biệt đã được đệ trình chống lại ANZ ở Hoa Kỳ liên quan đến nhân viên tại văn phòng của họ ở New York.

### Bê bối ở Malaysia
Đầu năm 2016, ANZ cũng được nhắc đến trong một vụ bê bối ở Malaysia liên quan đến một trong các công ty con của ANZ và lãnh đạo Malaysia. Sự việc đã đặt ra câu hỏi cho ANZ; nhưng sau đó, Tập đoàn thừa nhận vào tháng 11 năm 2016 rằng họ có rất ít khả năng kiểm soát chi nhánh của mình.

### Các ghi chú hồ sơ gây hiểu lầm được trình lên Tòa án Tối cao Victoria
Vào năm 2016, có một vụ việc được báo cáo liên quan đến Dịch vụ Thanh tra Tài chính (Úc), trong đó Dịch vụ Thanh tra Tài chính đã trình bày các ghi chú hồ sơ gây hiểu lầm cho Tòa án Tối cao Victoria, trong giai đoạn khám phá một vụ việc liên quan đến ANZ, vì lợi ích của vụ việc của ANZ. ANZ vẫn chưa đưa ra bình luận nào về vụ bê bối này.

### Gia công phần mềm
ANZ đã tiếp tục tìm việc làm bên ngoài ở các quốc gia khác ngoài Úc và điều này đã gây ra một số tranh cãi với một số công ty. ANZ đã và đang tăng dần sản lượng công việc từ các văn phòng ở nước ngoài. Văn phòng Bangalore của ANZ đã hoạt động từ năm 1989, trở thành một trong những tổ chức đầu tiên sử dụng nhân viên CNTT có trụ sở tại Ấn Độ. ANZ sử dụng khoảng 4.800 nhân viên tại Bangalore, Ấn Độ .500 vị trí CNTT, 2000 vị trí trong Thanh toán và Hoạt động Định chế và Dịch vụ Quốc tế và Giá trị cao và 1300 vị trí trong Hoạt động Ngân hàng Cá nhân đã được chuyển từ Melbourne sang Ấn Độ. Năm 2006, ANZ dự đoán rằng đến năm 2010, hơn 2000 công việc sẽ được chuyển từ Úc sang Bangalore. Năm 2012, ANZ đã chuyển 360 nhân viên thường trực từ Melbourne và Bangalore đến Capgemini. Tất cả những nhân viên này đều làm việc trong Không gian Môi trường và Thử nghiệm Công nghệ. Như ANZ CIO Anne đã thông báo trước đó rằng ANZ muốn có một mô hình công nghệ Hybrid để đạt được lộ trình Công nghệ năm 2017.

### Hành vi chống cạnh tranh
Mặc dù ANZ tận dụng công nghệ chuỗi khối, nhưng Ngân hàng đã chặn các doanh nghiệp sử dụng bitcoin. ANZ và các tổ chức khác đã bị Ủy ban Cạnh tranh và Người tiêu dùng Úc điều tra và xóa tội thông đồng với các ngân hàng khác về vấn đề kinh doanh dựa trên Bitcoin.

### Bị cáo buộc phân biệt đối xử
Vào tháng 9 năm 2020, ANZ đã bị công ty trao đổi tiền điện tử của Úc Allan Flynn buộc tội phân biệt đối xử trước Tòa án Hành chính và Dân sự (ACT). Tranh chấp là hành động nhân quyền đầu tiên do một nhà giao dịch Bitcoin đưa ra chống lại một ngân hàng cáo buộc phân biệt đối xử trên cơ sở "nghề nghiệp, thương mại, nghề nghiệp hoặc cách gọi" của Flynn vi phạm luật chống phân biệt đối xử của Lãnh thổ Thủ đô Úc. Flynn cáo buộc ANZ đã từ chối anh ta các dịch vụ ngân hàng trên cơ sở nghề nghiệp của anh ta là một nhà trao đổi tiền điện tử bằng cách đóng tài khoản ngân hàng của anh ta và anh trai và liên hệ với một ngân hàng khác về giao dịch Bitcoin của anh ta, bị cáo buộc khiến ngân hàng kia từ chối dịch vụ của anh ta. Được đưa ra bởi Tòa án vào tháng 6 năm 2021, vấn đề giữa Flynn và ngân hàng đã được giải quyết vào tháng 10 năm 2021 với ANZ thừa nhận trong một tuyên bố đã hủy bỏ ngân hàng Flynn vì anh ta điều hành dịch vụ giao dịch Bitcoin và nó có thể (tùy thuộc vào sự bảo vệ của họ) có thể bị phân biệt đối xử, nhưng họ tin rằng đang làm vì vậy cần thiết để giảm thiểu rủi ro pháp lý. Flynn vẫn duy trì, bất chấp việc dàn xếp yêu cầu anh ta rút lại hành động, rằng hành động của ANZ là bất hợp pháp.

### Hồ sơ Panama
ANZ được báo cáo là đã xuất hiện trong 7.548 tài liệu Mossack Fonseca trong Hồ sơ Panama, phản ánh hoạt động rộng lớn của ngân hàng tại New Zealand, Quần đảo Cook, Samoa và Jersey. 

### Cáo buộc tội phạm hình sự
Vào ngày 1 tháng 6 năm 2018, Ủy ban Cạnh tranh và Người tiêu dùng Úc (ACCC) thông báo rằng Giám đốc Khối Thịnh vượng chung (CDPP) dự kiến sẽ đưa ra các cáo buộc chống lại Ngân hàng ANZ, Thủ quỹ Tập đoàn Rick Moscati, cùng với Deutsche Bank, Citigroup và một số cá nhân. Các cáo buộc liên quan đến việc huy động vốn 2,5 tỷ đô la của ANZ diễn ra vào tháng 8 năm 2015. Vào tháng 7 năm 2020, các thủ tục cam kết đã được hoàn tất trong trường hợp này, có thể kéo dài đến năm 2022.

### Ủy ban Hoàng gia Hayne
Ủy ban Hoàng gia về Hành vi Sai trái trong Ngành Ngân hàng, Hưu bổng và Dịch vụ Tài chính, còn được gọi là Ủy ban Hoàng gia Hayne, là một Ủy ban Hoàng gia được Chính phủ Úc thành lập vào ngày 14 tháng 12 năm 2017 để điều tra và báo cáo về những hành vi sai trái trong lĩnh vực ngân hàng, hưu bổng và ngành dịch vụ tài chính. Việc thành lập ủy ban theo sau những tiết lộ trên các phương tiện truyền thông về văn hóa tham lam trong một số tổ chức tài chính Úc. Một cuộc điều tra sau đó của Quốc hội đã đề xuất một Ủy ban hoàng gia, lưu ý rằng sự thiếu can thiệp theo quy định của các cơ quan chính phủ liên quan, và những tiết lộ sau đó rằng các tổ chức tài chính liên quan đến rửa tiền cho các tổ chức ma túy, làm ngơ trước việc tài trợ cho khủng bố và phớt lờ luật pháp. trách nhiệm báo cáo và sự không phù hợp trong kinh doanh ngoại hối.
ANZ cũng dính líu đến vụ bê bối tỷ giá hoán đổi hóa đơn ngân hàng và đã dàn xếp với ASIC trước khi bắt đầu thủ tục pháp lý.
Thương vụ ANZ - Armaguard
Năm 2021, ANZ và Armaguard đã bắt đầu một mối quan hệ sẽ chứng kiến các máy ATM mang nhãn hiệu ANZ được đổi tên thành máy ATM Armaguard. Mặc dù thay đổi sẽ ít ảnh hưởng đến khách hàng của ANZ. Tuy nhiên, chủ thẻ của ba ngân hàng lớn khác của Úc sẽ bị ảnh hưởng bởi khoản phí 2,50 đô la, trái với sự thay đổi quy tắc gần đây giữa “bốn ngân hàng lớn” sẽ bãi bỏ mọi khoản phí rút tiền.
Bản cập nhật cũng cho thấy việc hạ cấp đội máy ATM của ANZ, cho phép chủ thẻ ANZ sử dụng hoạt động thẻ không tiếp xúc hoặc các hoạt động thông qua thiết bị di động của họ. Việc hạ cấp này có thể áp dụng cho các máy ATM bị ảnh hưởng bởi việc chuyển đổi sang các máy ATM đổi thương hiệu Armaguard.
Trong quá trình này, các máy ATM vật lý vẫn giữ nguyên nhãn hiệu màn hình hiển thị phía trước và nâng cấp phần mềm từ ANZ lên Armaguard.